# Герман Мелвілл
Ге́рман Ме́лвілл  (англ. Herman Melville; 1 серпня 1819, Нью-Йорк — 28 вересня 1891, Нью-Йорк) — американський письменник.
Його найвідоміший роман «Мобі Дік» (1851) був написаний на основі реального досвіду, отриманого автором при ловлі китів у Південних морях.
Цей досвід послужив основою і для більш ранніх творів, таких як «Тайпі» (1846) і «Ому» (1847).
Роман «Біллі Бадд» був закінчений Мелвіллом перед самою смертю й опублікований 1924 року.
Хоча більшість творів не мали популярності за життя автора, нині Мелвілл є одним з найзгадуваніших американських письменників. Мелвілл — одна із найяскравіших і значних постатей американського романтизму. Недооцінений сучасниками, він був уславлений із запізненням лише у XX столітті, але беззастережно прийнятий у пантеон великих майстрів національної культури.

## Біографія
Батько Мелвілла був комерсантом, пращури якого брали участь в американській революції XVIII століття. Мати — голландка за походженням, з багатої родини, намагалася дати дітям релігійне виховання. Майбутній письменник пишався родинними традиціями. Дитинство Мелвілла минуло у великому домі, у достатку, навчався він у привілейованій школі. Раптова смерть батька у 1832 році змусила Мелвілла, котрий не бажав обтяжувати близьких, розпочати самостійне життя: він працював клерком у банку, шкільним учителем, на хутряній фабриці.
У 1837 році вперше вийшов у море юнгою. У січні 1841 року, охоплений жаданням пригод, завербувався матросом на китобійну шхуну «Акушнет» (вона згодом слугувала за «модель» для вельбота «Пеквод» у романі «Мобі Дік») і вирушив у плавання. На кораблі Мелвілл зіткнувся з жорстокими порядками. У липні 1842 року під час стоянки в гавані Нукухіві (Маркізькі острови) він разом із товаришем Тобі залишив «Акушнет» і провів, вочевидь, близько місяця з місцевим племенем тайпі, за яким закріпилася слава канібалів. Від аборигенів він утік на сіднейській шхуні «Люсі Енн», мандрував деякий час, поки не осів на Гаїті. Там він влаштувався на американське військове судно «Юнайтед Стейтс» і повернувся на батьківщину в жовтні 1844 року.

## Літературна діяльність

### Рання творчість
Майже три з половиною роки, проведених у морі, збагатили Мелвілла неоціненним запасом вражень. Це лягло в основу багатьох книг, визначило своєрідність його творчості як видатного митця-марініста. У 1844 pоці Мелвілл оселився в Нью-Йорку, увійшов у літературне середовище, зійшовся з Вашингтоном Ірвінгом, Натанієлем Готорном (творчість якого викликала у нього захоплення), з публіцистом і філософом Ральфом Емерсоном. З пожадливістю взявся він за вивчення філософії, зокрема таких німецьких мислителів, як Георг Вільгельм Фрідріх Гегель, Іммануїл Кант, брати Шлегелі; великий вплив справила на нього романтична поезія, особливо Вільяма Блейка і Персі Біші Шеллі. У цей час сформувалася політична філософія Мелвілла: його «нещадний демократизм», стійка ненависть до рабовласництва, до будь-яких форм гноблення та нехтування людини; не приховував він і критичного ставлення щодо певних недоліків державної системи, яка складалася в США.
У 1846 pоці Мелвілл дебютував книгою «Тайпі», яка ґрунтувалася на «маркізькому» епізоді його життя й була тепло прийнята читачами. У насиченій багатим, свіжим етнографічним матеріалом, пронизаній своєрідним руссоїстським пафосом книзі змальовано в дусі романтичної утопії життя племені тайпі на лоні прекрасної первісної природи, їхній побут, звичаї і традиції, архаїчну матеріальну культуру. Оспівується краса дівчини Файявей, доньки вождя племені, котра покохала героя-оповідача. У книзі містяться випади проти місіонерів та антигуманної «цивілізації», ураженої вадами, якій, за контрастом, протиставляється ідилічний побут аборигенів, людей добродушних, безпосередніх і дружелюбних. Успіх першої книги спонукав Мелвілла написати її продовження — «Ому», основою якій послужило його мандрівне життя на Гаїті. Книга близька за формою до роману, вона починається з опису надважких умов служби на торговельному флоті, брутального поводження з матросами, що спричинило бунт команди. Матросів висадили на Гаїті та запроторили у в'язницю. Якщо тайпійці були в Мелвілла помітно ідеалізовані, то гаїтян показано вже без прикрас. Ще один твір, який зобразив «морський» досвід Мелвілла, — роман «Білий бушлат» («White Jacket», 1850), у якому описано непривабливий побут американського військового корабля: рядових матросів постійно принижують, офіцери дошкуляють їм дріб'язковим прискіпуванням і тиранією. Тут виділяються постаті молодого кадета, котрий насаджує дисципліну за допомогою різок, і корабельного хірурга К'ютікла, справжнього м'ясника, людини з фальшивими зубами та перукою, котрий чинить жорстокі експерименти над своїми пацієнтами. Це був зразок «морського роману».

### Мобі Дік
Усі ці твори підготували з'яву мелвілівського шедевру, роману «Мобі Дік, або Білий Кит», зарахованого до вершин світового письменства. Спершу Мелвілл задумував книгу як один із різновидів морського роману про китобійний промисел, але поступово його план і структура ускладнювалися, набували філософської масштабності. Письменник розсував звичні жанрові та стильові рамки роману, який «акумулював» у собі елементи побутописання, алегорію та символіку, документалістику та високу патетику, реалії китобійного промислу та корабельного побуту й релігійно-філософську проблематику. Виявив себе Мелвіл і як марініст, який відтворює незабутні морські краєвиди; океанічна стихія, мінлива, буйна, непокірлива — одна із головних дійових «осіб» у романі. Океан різноманітний, багатоликий, сповнений таємниць. Мелвілл був його натхненним співцем. Як зауважив критик В. Торп, письменник «виявив велику сміливість, зробивши героями роману американських китобоїв, прототипи котрих він зустрічав десять літ перед тим під час плавання на „Акуншеті“. Грандіозне дійство близьке до п'єс Софокла та Шекспіра з тією різницею, що актори розігрують його на вкритій жиром палубі китобоя. Сила мистецтва Мелвілла перетворює її у сцену, гідну самої дії, але й у цій самій обстановці криється прихована сила». Роман містив у собі «театральні», сценічні компоненти: у пору його написання Мелвілл захоплено читав твори Шекспіра.
Сюжет роману — перипетії полювання китобоя «Пеквод» за таємничим велетенським Білим Китом, який виступає як щось більше, ніж могутній мешканець морської стихії; він — втілення одвічного зла, якого слід уникати морякам, котрі бажають благополучно повернутися до рідного порту. Капітан вельбота Ахав — романтичний герой, людина, одержима маніакальною пристрастю здолати Білого Кита, «темну невловиму силу, існуючу споконвіку»; в останній сутичці з ним він позбувся ноги і користується білим кістяним протезом. Він прибиває до щогли золотий дублон — винагороду тому, хто перший угледить у морі ненависного йому могутнього кашалота. Поряд з Ахавом — багатонаціональна команда «Пеквода», що ніби символізує людство в мініатюрі. Перед нами різні типи людей: старший помічник Старбак, м'який за натурою, добрий християнин; другий помічник Стаб, удачливий та схильний з полегкістю ставитися до небезпеки; третій помічник — недалекий Фласк; матроси: таємничий азіат Федалла, полінезієць гарпунер Квіквег, приятель Ізмаїла, героя-оповідача, африканець Дагу; чорношкірий слуга Піп; гарпунер індіанець Тештігу. Після відчайдушної триденної погоні «Пеквод» наздоганяє Білого Кита. Ахав уражає його смертельним ударом, але й Кит тягне за собою в безодню корабель. Зі всього екіпажу рятується лише Ізмаїл, персонаж значною мірою автобіографічний; його підбирає китобійне судно «Рахіль».
Але розмаїті колізії, подієвий план не вичерпують багатогранного змісту роману. У ньому «просвічують» кілька смислових, стильових рівнів і планів. Значний «китологічний» пласт — десятки сторінок, де змальовані звички кашалотів, їхня анатомія, «технологія» промислу. Взагалі твір Мелвілла — справжня енциклопедія знань про китів, які не лише водяться в морях і океанах, але й наче злітають до висот релігійно-філософських категорій. "Мобі Дік "містить у собі й елементи соціального роману, особливо там, де йдеться про китобійний промисел, службу на судні. Слід пам'ятати, що в часи Мелвілла промисел китів був зовсім не екзотичним заняттям, а важливою галуззю виробництва у США, у якій були задіяні сотні суден, десятки тисяч людей. Найскладнішою є філософія роману, насиченого символікою, алегоріями, алюзіями біблійного, історичного, легендарного характеру, посиланнями на праці вчених, мислителів, релігійних діячів. Саме цьому аспекту роману присвячено чимало робіт дослідників, особливо, звичайно ж, американських, що пропонують різноманітні тлумачення його глибинного смислу.
Ю. Ковальов, один із найавторитетніших знавців американського романтизму й творчості Мелвілла, вважає, що автор «Мобі Діка» через сюжетні перипетії твору досліджує універсальні закони буття та діяльності людського розуму. Мелвілл приходить до матеріалістичних висновків, вважаючи, що у Всесвіті немає вищих сил, які спрямовують життя людини та суспільства, народів і держав, немає ні Бога, ні абсолютного духу, тому людині немає на кого перекласти відповідальність. Своїм романом Мелвілл доводив неправомірність надії на втручання вищих сил; людина сама відповідальна за свою долю і мусить покладатися на власні сили.
Найкращий твір Мелвілла, який видавався сучасникам «дивним», не отримав за життя автора читацького визнання. Шлях письменника тривав ще чотири десятиліття, але він поринав у забуття. Йому довелося заробляти на життя службою чиновником на митниці. Поміж тим з-під його пера продовжували виходити цікаві твори. У романі «П'єр» («Pierre», 1852), який значною мірою має автобіографічний характер, описані складні психологічні колізії, які переживає письменник П'єр Гленденнінг, котрий жертвує коханням задля родинного обов'язку. У романі «Ізраель Поттер» («Israel Potter», 1855) Мелвілл звертається до історичної теми; головний герой — учасник війни за незалежність, рядовий солдат, патріот своєї батьківщини. Захоплений у полон, він лишень через 45 років повертається в Америку, де виявляється забутим, і помирає у злиднях. В останній повісті «Біллі Бадд» («Billy Budd», видана посмертно в 1925 p.) Мелвілл повернувся до морської тематики. Герой, юний матрос Біллі Бадд, недосвідчений, наївний, стає об'єктом заздрості й злоби офіцера Клеггарта, котрий брехливо звинуватив Біллі в намірі вчинити бунт на кораблі. Викликаний на допит до капітана, Біллі Бадд, приголомшений зведеним на нього наклепом, вбиває Клеггарта. Капітан, котрий співчуває Біллі, змушений відправити його на шибеницю; але, пішовши з життя, Бадд зостається жити як легенда в матроському середовищі.

### Інші твори
Мелвілл створив низку новел, які по праву належать до найкращих зразків цього жанру в США. Серед них «Беніто Серено» — про повстання негрів на борту корабля і «Писар Бартлбі» — про гірку долю маленької людини. Морально-філософські та релігійні пошуки Мелвілла останніх років частково відобразилися в його поетичних творах — збірках «Вірші про війну» («Battlepieces», 1866), «Джон Марр» ("John Marr and Other Poems, 1888), «Тімолеон» («Timoleon», 1891), а також у романі у віршах «Кларель» (1876).

### Переклади українською
- Біллі Бад, формарсовий матрос: Повість (пер. Валентина Корнієнка) // Всесвіт. — 1977. — № 3.
- Мобі Дік, або Білий Кит (пер. Юрія Лісняка) // Роман / Г. Мелвілл. — Київ: Дніпро, 1984. — 580 с. — (Вершини світового письменства ; Т. 48)
  - Перевидання Мобі Дік, або Білий Кит [Текст]: роман / Г. Мелвілл ; пер. з англ. Ю. Лісняк ; післямова К. Шахова ; Ін-т л-ри ім. Т. Г. Шевченка НАН України. — К. : Вид. дім «Всесвіт», 2004. — 581 с. — (Серія «Бібліотека світової літератури»).
  - Перевидання Мобі Дік, або Білий Кит [Текст]: роман / Герман Мелвілл ; пер. з англ. Ю. Лісняка. — К. : Вид. група КМ-БУКС, 2016. — 672 с. — (Серія «Всеволод Нестайко рекомендує»).
- Мобі Дік, або Білий Кит (пер. Дарії Радієнко) // [Текст]: роман / Герман Мелвілл ; пер. з англ. [Д. Радієнко] ; [передм. О. П. Горенко ; прим. І. В. Летунівської] ; Ін-т л-ри ім. Т. Г. Шевченка Нац. акад. наук України. — Х. : Фоліо, 2011. — 571 с. : портр. — (Бібліотека світової літератури. Література США).
  - Перевидання Мобі Дік, або Білий Кит [Текст]: роман / Герман Мелвілл ; [пер. з англ. Дарії Радієнко ; передм. О. П. Горенко]. — Х. : Фоліо, 2012. — 571 с. — (Шкільна бібліотека української та світової літератури) (Шкільна бібліотека. Світова література).
  - Перевидання Мобі Дік [Текст]: роман / Герман Мелвілл ; [пер. з англ. Дарії Радієнко ; передм. О. П. Горенко ; прим. І. В. Літунівської]. — Х. : Бібколектор, 2013. — 571 с.
  - Перевидання Мобі Дік, або Білий Кит [Текст]: роман / Герман Мелвілл ; [пер. з англ. Дарії Радієнко ; передм. О. П. Горенко]. — Харків: Фоліо, 2017. — 570, [1] с. : іл. — (Шкільна бібліотека української та світової літератури. Світова література). — Пер. вид. : Moby Dick / Herman Melville. — 1994.
- Мелвілл, Герман. Мобі Дік, або Білий кит / пер. з англійської О[лексія]. Абраменка та О[лександри]. Яцини. — Київ: КНИГОЛАВ, 2018. — 448 с. — (Серія «Золота полиця»).